# Ramiro Moliner Inglés
Ramiro Moliner Inglés (Castelserás, 13 de março de 1941 – 20 de agosto de 2024) foi um diplomata da Santa Sé.

## Carreira
Ramiro Moliner Inglés foi ordenado sacerdote em 19 de março de 1965. Em 2 de janeiro de 1993, o Papa João Paulo II o nomeou arcebispo titular pro hac vice de Sarda e núncio apostólico em Papua Nova Guiné e Ilhas Salomão.
Foi ordenado bispo pelo Cardeal Prefeito da Congregação para o Culto Divino e a Disciplina dos Sacramentos, Antonio María Javierre Ortas SDB, em 22 de fevereiro do mesmo ano; Os co-consagrantes foram Elías Yanes Álvarez, Arcebispo de Saragoça, e Cipriano Calderón Polo, Vice-Presidente da Pontifícia Comissão para a América Latina.
Em 10 de maio de 1997 foi nomeado Núncio Apostólico na Guatemala. Em 17 de janeiro de 2004 foi nomeado Núncio Apostólico na Etiópia e Djibuti, Representante Especial junto à União Africana e Delegado Apostólico na Somália. Bento XVI nomeou-o Núncio Apostólico na Albânia em 26 de julho de 2008.